# Фонтана (Бузет)
Фонтана је бивше насељено место у саставу града Бузета, у Истри, Истарска жупанија, Република Хрватска.

## Историја
До нове територијалне организације налазила се у саставу бивше велике општине Бузет. Насеље је на попису 2001. године укинуто и припојено насељу Бузет.

## Становништво
На попису становништва 1991. године, насељено место Фонтана је имало 1.348 становника, следећег националног састава:
| Попис 1991.‍   | Попис 1991.‍  | Попис 1991.‍ | Попис 1991.‍ | Попис 1991.‍ |
| ------------- | ------------ | ----------- | ----------- | ----------- |
|               |              |             |             |             |
| Хрвати        | Хрвати       |             | 1.003       | 74,40%      |
| Југословени   | Југословени  |             | 26          | 1,92%       |
| Срби          | Срби         |             | 25          | 1,85%       |
| Муслимани     | Муслимани    |             | 17          | 1,26%       |
| Словенци      | Словенци     |             | 15          | 1,11%       |
| Италијани     | Италијани    |             | 12          | 0,89%       |
| Македонци     | Македонци    |             | 4           | 0,29%       |
| Чеси          | Чеси         |             | 2           | 0,14%       |
| Црногорци     | Црногорци    |             | 1           | 0,07%       |
| неопредељени  | неопредељени |             | 43          | 3,18%       |
| регион. опр.  | регион. опр. |             | 189         | 14,02%      |
| непознато     | непознато    |             | 11          | 0,81%       |
| укупно: 1.348 |              |             |             |             |